# Country-Musik 1940
Die Liste bietet eine Übersicht über das Jahr 1940 im Genre Country-Musik.

## Ereignisse
- 4. April – Ernest Tubb macht seine ersten Aufnahmen für Decca Records
- Bill Monroe und seine Blugrass Boys spielen ebenfalls erste Aufnahmen ein
- Der KSTP Sunset Valley Barn Dance geht erstmals in St. Paul, Minnesota, auf Sendung
- Der WSB Barn Dance geht in Atlanta, Georgia, erstmals auf Sendung

## Top-Hits des Jahres
- Blue Eyed Ellaine – Ernest Tubb
- Blueberry Hill – Gene Autry
- El Rancho Grande – Gene Autry
- Goodbye Little Darlin' Goodbye – Gene Autry
- I'll Get Along Somehow – Ernest Tubb
- Ida Red – Bob Wills and his Texas Playboys
- Just To Ease My Worried Mind – Roy Acuff
- New San Antonio Rose – Bob Wills and his Texas Playboys
- Old Age Pension Check – Roy Acuff
- Old Fashioned Love – Roy Acuff
- Streamlined Cannonball – Roy Acuff
- There's A Chill On The Hill – Jimmie Davis
- Tumbling Tumbleweeds – Bing Crosby
- Worried Mind – Ted Daffan's Texans
- Worried Mind – Jimmie Davis
- Yearning – Bob Wills and his Texas Playboys
- You Are My Sunshine – Jimmie Davis

## Geboren
- 23. Januar – Johnny Russell
- 27. März – Janis Martin